# Sisi Rose
Pour les articles homonymes, voir Rose.
 (décembre 2023).
La mise en forme du texte ne suit pas les recommandations de Wikipédia : il faut le « wikifier ».
Les points d'amélioration suivants sont les cas les plus fréquents. Le détail des points à revoir est peut-être précisé sur la page de discussion.
- Les titres sont pré-formatés par le logiciel. Ils ne sont ni en capitales, ni en gras.
- Le texte ne doit pas être écrit en capitales (les noms de famille non plus), ni en gras, ni en italique, ni en « petit »…
- Le gras n'est utilisé que pour surligner le titre de l'article dans l'introduction, une seule fois.
- L'italique est rarement utilisé : mots en langue étrangère, titres d'œuvres, noms de bateaux, etc.
- Les citations ne sont pas en italique mais en corps de texte normal. Elles sont entourées par des guillemets français : « et ».
- Les listes à puces sont à éviter, des paragraphes rédigés étant largement préférés. Les tableaux sont à réserver à la présentation de données structurées (résultats, etc.).
- Les appels de note de bas de page (petits chiffres en exposant, introduits par l'outil «  Source ») sont à placer entre la fin de phrase et le point final[comme ça].
- Les liens internes (vers d'autres articles de Wikipédia) sont à choisir avec parcimonie. Créez des liens vers des articles approfondissant le sujet. Les termes génériques sans rapport avec le sujet sont à éviter, ainsi que les répétitions de liens vers un même terme.
- Les liens externes sont à placer uniquement dans une section « Liens externes », à la fin de l'article. Ces liens sont à choisir avec parcimonie suivant les règles définies. Si un lien sert de source à l'article, son insertion dans le texte est à faire par les notes de bas de page.
- La présentation des références doit suivre les conventions bibliographiques. Il est recommandé d'utiliser les modèles {{Ouvrage}}, {{Chapitre}}, {{Article}}, {{Lien web}} et/ou {{Bibliographie}}. Le mode d'édition visuel peut mettre en forme automatiquement les références.
- Insérer une infobox (cadre d'informations à droite) n'est pas obligatoire pour parachever la mise en page.

Pour une aide détaillée, merci de consulter Aide:Wikification.
Si vous pensez que ces points ont été résolus, vous pouvez retirer ce bandeau et améliorer la mise en forme d'un autre article.
 (juin 2020).
Si vous disposez d'ouvrages ou d'articles de référence ou si vous connaissez des sites web de qualité traitant du thème abordé ici, merci de compléter l'article en donnant les références utiles à sa vérifiabilité et en les liant à la section « Notes et références ».
Sisi Rose est une actrice de films pornographiques américaine, née le 26 Juillet 1997 à New-York City, USA.

## Biographie
Sisi Rose commence sa carrière d'actrice X en 2023. Elle tourne sa première vidéo pour le site américain RealityKings, puis enchaine avec d'autres gros studios comme Brazzers ou BangBros.Elle est présente sur le site internet Playboy comme créatrice de contenu et apparait sur la chaine YouTube Playboy Plus.
La même année, elle se lance sur Onlyfans.
Elle réalise sa première sodomie à l'écran avec l'acteur JMac sur ses réseaux en Octobre 2023 (date de sortie).

## Nominations et Récompenses
- XBiz Creator - Award de la Female performer of the Year 2023 (nommée)[5].

## Tatouages et Piercing
TATOUAGES
- Fleurs sur l'épaule droite

- Rose inversée entre les seins

- "Eudaimonia" sous le sein droit
- "With love. [illisible]" sur l'avant bras droit
- une main avec le pouce et l'auriculaire levé sur l'avant bras gauche
- "Know theyself" sur la cuisse gauche
- Les lettres L et A au dessus de la fesse droite
- ‘’I trust ….. I am’’ sur l'avant bras gauche
- Deux mains contenants des astres sur l'avant bras gauche

PIERCING
- Nombril

## Filmographie
L'italique indique une compilation.
Les films sont triés par date de sortie.

### 2023
| Nom vidéo                                                   | Date de Sortie | Date de tournage | Studio           |
| ----------------------------------------------------------- | -------------- | ---------------- | ---------------- |
| Oiled Up Nuru Rubdown                                       | 24/04/23       |                  | Brazzers         |
| Obsessed Besties Rock Roommate’s World                      | 18/05/23       |                  | Brazzers         |
| Fucking The Wife’s House Guest                              | 21/06/23       |                  | Brazzers         |
| Sisi Rose On The Bus                                        | 12/07/23       | 20/06/2023       | BangBros         |
| Sisi Rose Gets Horny                                        | 21/08/23       | 13/06/2023       | BangBros         |
| Massaging The Super Hot Sisi Rose                           | 28/09/23       |                  | filthykings      |
| Neighborly Sex Affair                                       | 10/10/23       | 12/06/2023       | BangBros         |
| Take A Dip With A Big Dick                                  | 09/04/23       |                  | RealityKings     |
| Threesome With Retail Thotties                              | 30/04/23       |                  | RealityKings     |
| Beach Hottie Rides Jet Skis and Cock                        | 05/08/23       |                  | RealityKings     |
| Splashy Sneaky Sex                                          | 01/09/23       |                  | RealityKings     |
| All Booty                                                   | 20/09/23       |                  | RealityKings     |
| Shopping Just Got Interesting                               | 27/10/23       |                  | RealityKings     |
| House Of Whorers                                            | 31/10/23       |                  | RealityKings     |
| Drilled on Duty                                             | 31/10/23       |                  | RealityKings     |
| Takeout, Titties, and Tail                                  | 14/11/23       |                  | RealityKings     |
| Sisi Rose Loves The Taste Of Thick Cum                      | 12/10/23       |                  | FirstClassPOV    |
| The Night "Hugh Hefner" Banged My Hot Wife                  | 27/10/23       |                  | TouchMyWife      |
| Your Roomate's Girlfriend                                   | 03/11/23       |                  | SexSelector      |
| Long Time No Sisi                                           | 07/11/23       |                  | BaDoinkVR        |
| Her Business Angel                                          | 01/09/23       |                  | VRBangers        |
| Sisi Rose Slut for BBC                                      | 03/11/23       |                  | OnlyBBC          |
| Moving Day - One Last Time For The Road…                    | 09/09/23       |                  | MyPervyFAMILY    |
| BTS Moving Day - One Last Time For The Road…                | 10/11/23       |                  | MyPervyFAMILY    |
| SHORT - Showing Off For My Stepdad                          | 04/12/23       |                  | MyPervyFAMILY    |
| Fucking hot threesome with Sisi Rose and CJ Miles           | 25/09/2023     |                  | Maximo Garcia TV |
| Kim K Sex Tape (Parody)                                     | 29/08/2023     |                  | BBCParadise      |
| Bathing My Step-Sis                                         | 17/08/2023     |                  | VirtualPorn      |
| Taking Care Of Sisi's Filthy Needs                          | 04/11/2023     |                  | filthykings      |
| So Hot Needs A 2nd Round                                    | 05/08/2023     |                  | filthykings      |
| BTS - Massaging The Super Hot Sisi Rose                     | 02/10/2023     |                  | filthykings      |
| Sisi Rose Squirts Twice                                     | 11/10/2023     |                  | YesGirlz         |
| Neighbor Affair                                             | 17/10/2023     |                  | NaughtyAmerica   |
| My Friend's Hot Girl                                        | 09/08/2023     |                  | NaughtyAmerica   |
| Stepmom Get's The Perfect Gift - S3E7                       | 01/11/2023     |                  | MomWantsCreampie |
| Sisi Scores a Filling                                       | 05/10/2023     |                  | GotFilled        |
| Sisi Rose - The Shower                                      | 12/07/2023     |                  | 2 Drops studio   |
| Gorgeous Sisi Rose Fucks in Back of A Bentley And 10,000 Ft | 11/11/2023     |                  | TeddyTarantino   |
| Teddy Tarantino & Sisi Rose Fucking & Squirting in a plane  | 05/09/2023     |                  | TeddyTarantino   |
| Sisi Rose Wants Her Pussy Ate And Creampie                  | 30/10/2023     |                  | TeddyTarantino   |
| Teddy Tarantino Presents : Bryan & Sisi episode 1           | 19/12/2023     |                  | TeddyTarantino   |
| Teddy Tarantino Presents : Bryan & Sisi episode 2           | 23/12/2023     |                  | TeddyTarantino   |
| Teddy Tarantino Presents : Bryan & Sisi episode 3           | 24/12/2023     |                  | TeddyTarantino   |
| Teddy Tarantino Presents : Bryan & Sisi episode 4           | 27/12/2023     |                  | TeddyTarantino   |
| Shazam: Mary Marvel (VR Porn Parody)                        | 15/09/2023     |                  | VRConk           |
| The Family Business                                         | 11/10/2023     |                  | FamilyTherapyXXX |
| Fever                                                       | Sep/Oct 2023   |                  | SexLikeReal      |
| Electrified Imagination                                     | Aug/Sep 2023   |                  | SexLikeReal      |
| Tired but Tempted                                           | Oct/Nov 2023   |                  | SexLikeReal      |
| Teddy Tarantino Presents : Bryan & Sisi episode 5           | 28/12/2023     |                  | TeddyTarantino   |
| Teddy Tarantino Presents : Bryan & Sisi episode 6           | 29/12/2023     |                  | TeddyTarantino   |

### 2024
| Nom vidéo                                          | Date de Sortie | Date de tournage | Studio         |
| -------------------------------------------------- | -------------- | ---------------- | -------------- |
| Teddy Tarantino Presents : Bryan & Sisi episode 7  | 03/01/24       |                  | TeddyTarantino |
| Teddy Tarantino Presents : Bryan & Sisi episode 8  | 03/01/24       |                  | TeddyTarantino |
| Teddy Tarantino Presents : Bryan & Sisi episode 9  | 04/01/24       |                  | TeddyTarantino |
| Teddy Tarantino Presents : Bryan & Sisi episode 10 | 10/01/24       |                  | TeddyTarantino |
| Teddy Tarantino Presents : Bryan & Sisi episode 11 | 11/01/24       |                  | TeddyTarantino |
| Teddy Tarantino Presents : Bryan & Sisi episode 12 | 15/01/24       |                  | TeddyTarantino |
| Sisi Rose Oily Tease                               | 01/16/2024     |                  | Cum4k.com      |

## Studios
- RealityKings
- Brazzers
- BangBros
- FilthyKings
- First Class POV
- TouchMyWife
- SexSelector
- BaDoinkVR
- VRBangers
- OnlyBBC
- MyPervyFAMILY
- Maximo Garcia TV
- BBCParadise
- VirtualPorn
- YesGirlz
- NaughtyAmerica
- MomWantsCreampie
- GotFilled
- 2 Drops Studio
- TeddyTarantino
- VRConk
- FamilyTherapyXXX
- SexLikeReal (SRL Originals)
- Cum4k